# 370 î.Hr.

## Nașteri
- dată necunoscută: Apelles  (d. 306 î.Hr.)

## Decese
- dată necunoscută: Hippocrate  (n. 460 î.Hr.)
- dată necunoscută: Bion din Abdera  (n. 430 î.Hr.)